# Forza Navale Speciale
Die Forza Navale Speciale (FNS) war ein Verband der Italienischen Marine (Regia Marina) im Zweiten Weltkrieg.

## Aufstellung
Die FNS wurde am 25. Oktober 1940 aufgestellt und in Tarent stationiert, als Italien seinen bevorstehenden Angriff auf Griechenland vorbereitete. Sie stand unter dem Befehl von Ammiraglio di Squadra Vittorio Tur und sollte die geplante Landung auf Korfu durchführen. Sie wurde gebildet aus dem erst vier Tage zuvor in Brindisi aufgestellten Maritrafalba (Comando Superiore per il Traffico con l’Albania), das für die Durchführung und Sicherung der Truppen- und Nachschubtransporte von Bari und Brindisi nach Albanien verantwortlich war und dem nun noch zwei alte Leichte Kreuzer und drei Landungsschiffe hinzugefügt wurden.

## Einsatzgeschichte
Der Verband lief am 31. Oktober aus, erhielt dann jedoch Befehl, die Truppen wegen des schlechten Wetters in Valona (Südalbanien) abzusetzen.  Die Landung auf Korfu wurde abgesagt.
Die Forza Navale Speciale wurde danach zur amphibischen Kampfgruppe (forze anfibie) umstrukturiert, die die
für den Juli 1942 geplante deutsch-italienische Landung auf Malta (Unternehmen Herkules bzw. „Operazione C3“) durchführen sollte, zu der es dann allerdings nicht kam.
Am 11. November 1942 brachten Teile der FNS unter Admiral Tur nach der Einsetzung der französischen Waffenstillstands-Kommission die ersten italienischen Heerestruppen von Livorno und Elba aus nach Bastia auf Korsika.

## Zusammensetzung
Der Verband bestand aus folgenden Schiffen:
- Leichte Kreuzer:
  - Bari (ex Pillau)
  - Taranto (ex Straßburg)
- Zerstörer:
  - Augusto Riboty
  - Carlo Mirabello
- Torpedoboote:
  - Calatafimi
  - Castelfidardo
  - Curtatone
  - Monzambano
  - Confienza
  - Solferino
  - Marcello Prestinari
  - Antonio Cantore
  - Nicola Fabrizi
  - Giacomo Medici
  - Francesco Stocco
- Landungsschiffe:
  - Sesia
  - Garigliano
  - Tirso
- Hilfskreuzer:
  - RAMB III (D.6)
  - Capitano Cecchi
  - Lago Tana (D.22)
  - Lago Zuai (D.23)
- Vier MAS-Motortorpedoboote der 13. Flottille (MAS 534, MAS 535, MAS 538, MAS 539)

Die Torpedoboote RN Antares, RN Altair, RN Aldebaran und RN Andromeda der 12. Torpedoboot-Division wurden zur Unterstützung des Unternehmens hinzukommandiert.